# Malmö sparbank
Sparbanken i Malmö, senare namnändrat till Malmö sparbank, tidigare svensk sparbank, grundad 1824 i Malmö som Skånes första sparbank.
Initiativ till grundandet av banken tillskrivs bland andra landshövding Wilhelm af Klinteberg. År 1950 hade banken sex filialer i Malmö och en i Falsterbo.
Banken slogs senare ihop med Sparbanken Bikupan, också i Malmö, för att bilda Malmö sparbank Bikupan. Denna bildade senare Sparbanken Malmöhus med Oxie härads sparbank, som senare uppgått i Sparbanken Skåne (1984), Sparbanken Sverige (1992) och Föreningssparbanken (1997).

## Källhänvisningar
1. ↑  Sparbanken i Malmö Arkiverad 13 juli 2014 hämtat från the Wayback Machine., Svensk uppslagsbok